# Jakobuskirche (Oberkotzau)

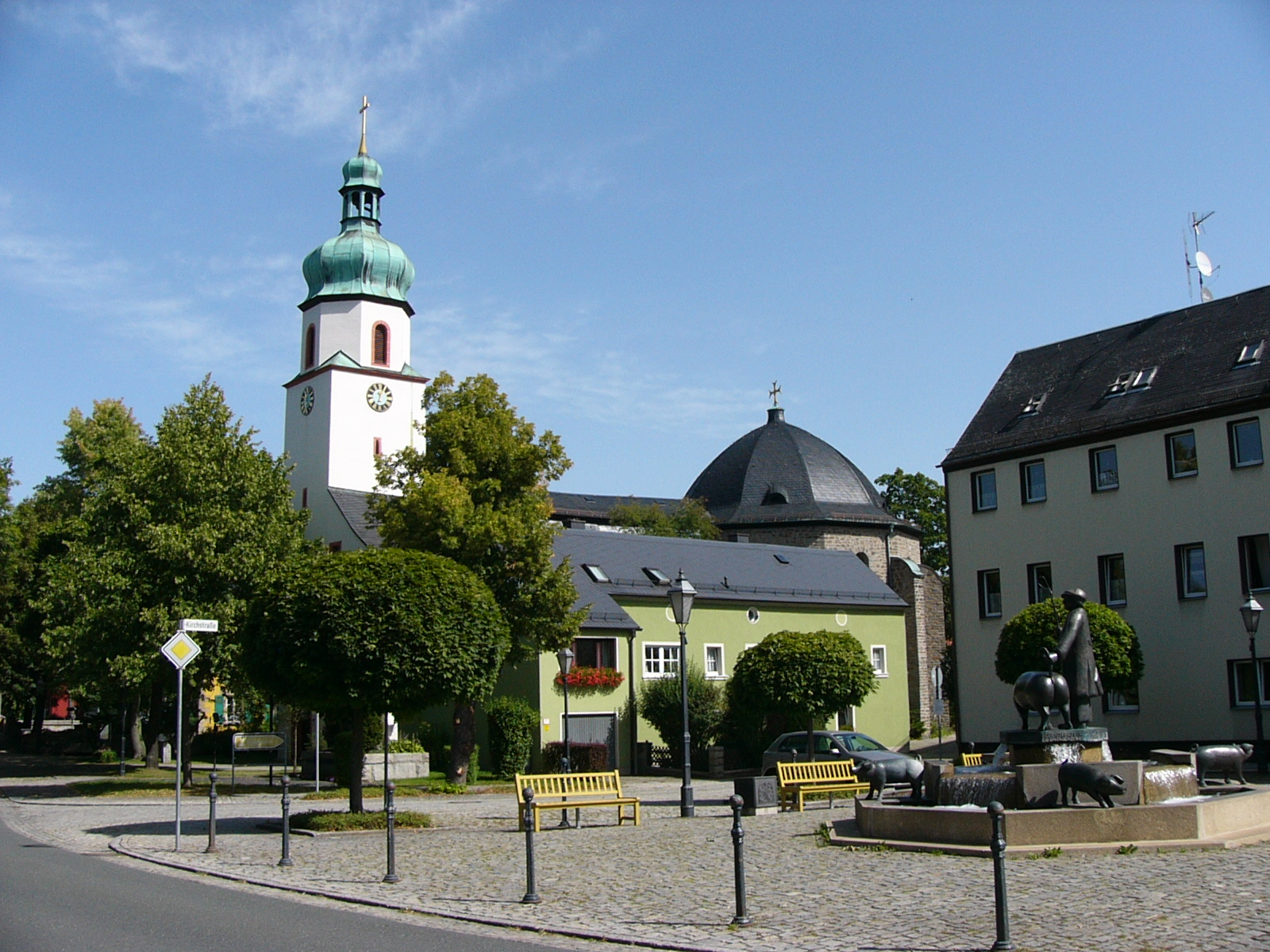
Blick vom Marktplatz

Die Jakobuskirche Oberkotzau ist eine evangelisch-lutherische Pfarrkirche in Oberkotzau unmittelbar neben dem Marktplatz unterhalb des Schlosses.

## Geschichte
Die Entwicklung der Jakobuskirche steht in enger Verbindung mit dem Ortsadel, der Familie von Kotzau, die mehrere Jahrhunderte über die Region herrschte. Adelige Familienangehörige wurden innerhalb der Kirche bestattet. Etliche Epitaphien  an den Innen- und Außenwänden der Kirche, zum Beispiel von Georg Wolf von Kotzau, zeugen noch davon. Der ursprüngliche Dorffriedhof befand sich um die Kirche.

## Architektur und Ausstattung

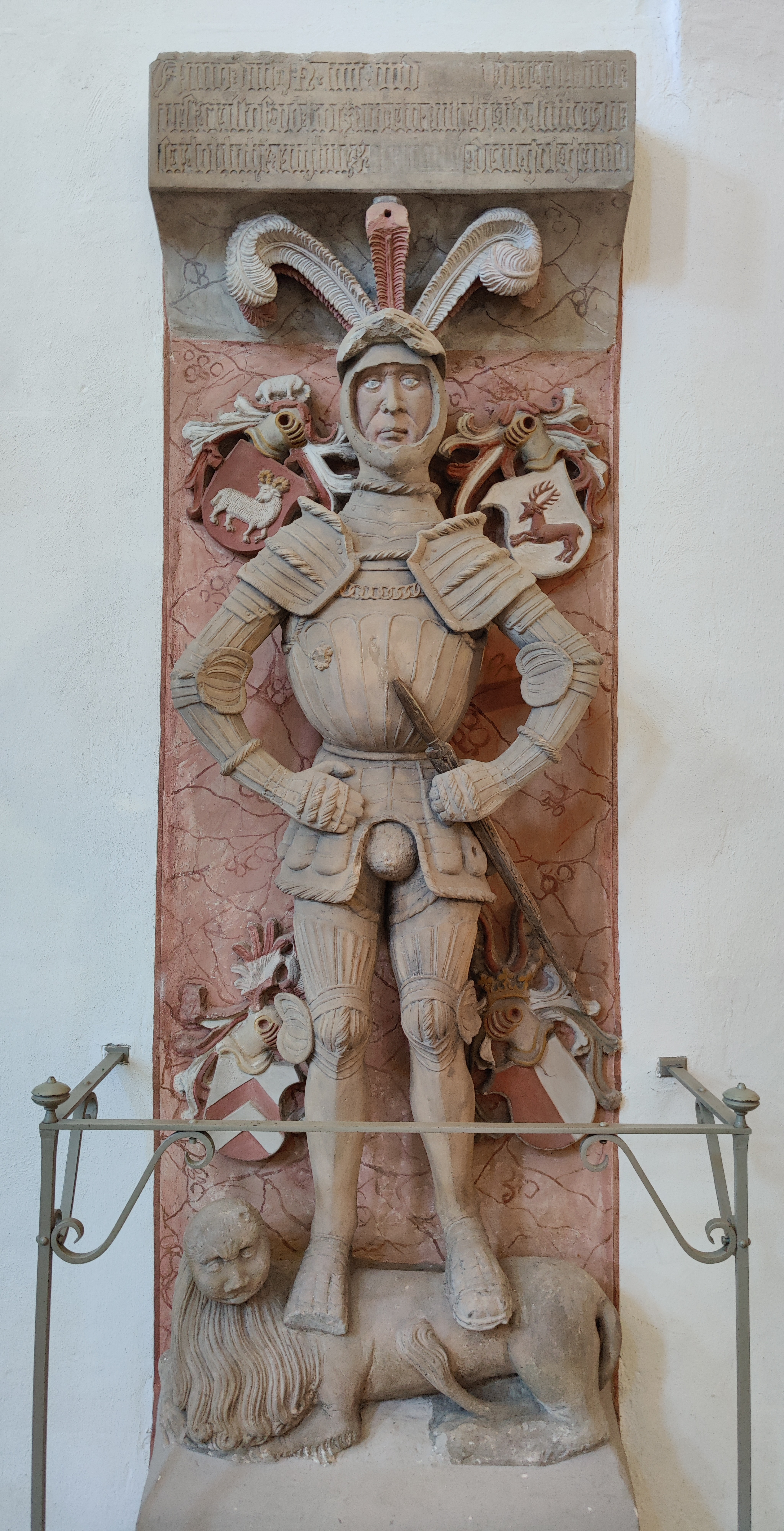
Ritter Christoph von Kotzau als vollplastisches Epitaph in der Kirche

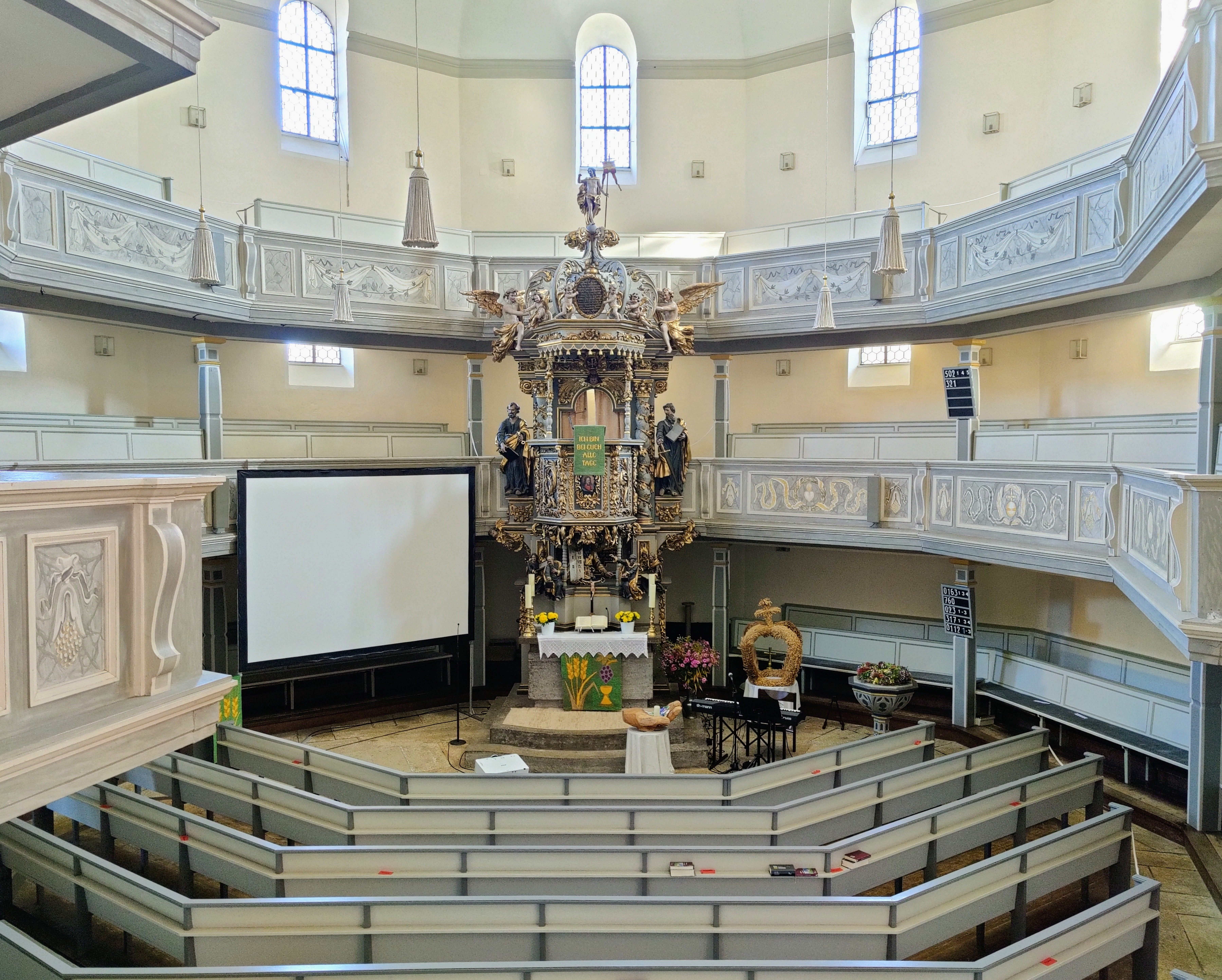
Blick Richtung Altar

Der Kanzelaltar stammt von Elias Räntz.
Chorraum und Kirchenschiff haben keine gemeinsame Achse, sondern bilden einen Winkel. 1935 wurden größere Umbaumaßnahmen unter dem Architekten German Bestelmeyer vorgenommen, die damals heftig in der örtlichen Presse diskutiert wurden.
An der Empore befinden sich zahlreiche Wappen von Rittergeschlechtern der Umgebung. Aus späterer Zeit sind Wappen der Hohenzollern des Fürstentums Bayreuth hinzugekommen, aus denen auch die Freiherren von Kotzau hervorgegangen sind.

## Orgel

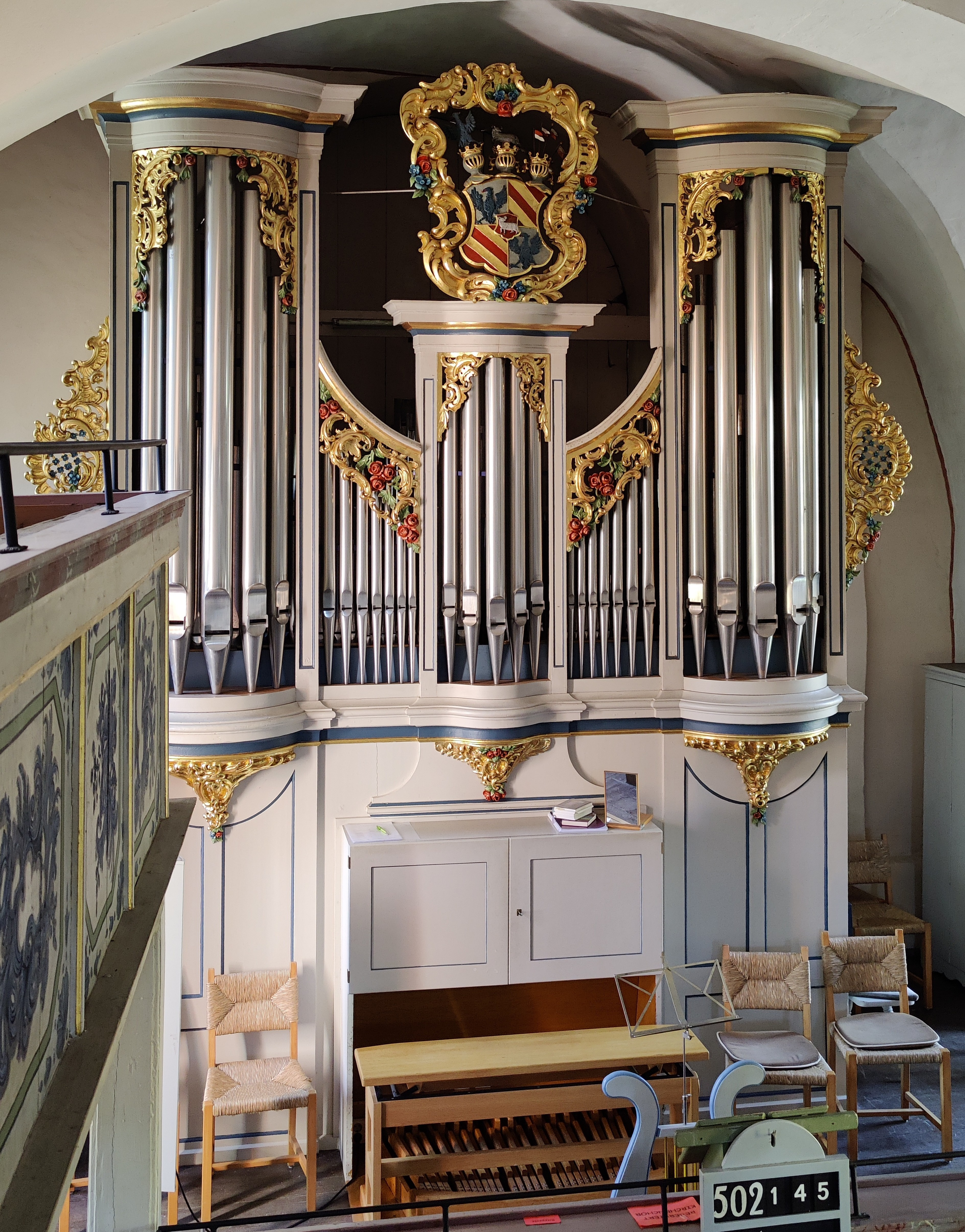
Historischer Orgelprospekt von 1769

Friedrich Heidenreich baute 1769 eine Orgel mit 15 Registern auf einem Manual und Pedal, von der noch das Rokoko-Gehäuse erhalten ist. Das Innenwerk wurde 1895 durch die Firma Steinmeyer ersetzt, die eine zweimanualige Orgel mit derselben Registerzahl auf pneumatischen Kegelladen schuf. Das heutige Instrument stammt von dem Orgelbauer Ekkehard Simon, der 1978 im historischen Gehäuse ein Werk mit 25 Registern auf zwei Manualen und Pedal baute. Die Disposition lautet wie folgt:
| I Hauptwerk C–g3 |       |
| Prinzipal        | 8′    |
| Spitzflöte       | 8′    |
| Oktave           | 4′    |
| Quintade         | 4′    |
| Quinte           | 2 ⁄3′ |
| Blockflöte       | 2′    |
| Mixtur IV–V      | 2′    |
| Trompete         | 8′    |
| Tremulant        |       |

| II Positiv C–g3 |        |
| Gedackt         | 8′     |
| Weidenpfeife    | 8′     |
| Rohrflöte       | 4′     |
| Nasat           | 2 ⁄3′  |
| Prinzipal       | 2′     |
| Terz            | 1 3⁄5′ |
| Quinte          | 1 ⁄3′  |
| Septime         | 1 ⁄7′  |
| Oktave          | 1′     |
| Zimbel III      | 1⁄2′   |
| Tremulant       |        |

| Pedal C–f1      |          |
| Subbaß          | 16′      |
| Oktavbaß        | 8′       |
| Gedacktbaß      | 8′       |
| Choralbaß       | 4′       |
| Baßzink III     | 5 1⁄3′   |
| Rauschquinte II | 1 ⁄3′+1′ |
| Fagott          | 16′      |

- Koppeln: II/I, I/P, II/P